# Pålægschokolade
Pålægschokolade er tynde skiver af chokolade (eller vekao), der benyttes som pålæg på bl.a. rugbrød og franskbrød.
Findes både i lys og mørk chokolade.
Pålægschokolade er populært i Danmark. I mange andre lande er Nutella og lignende smørepålæg med chokolade mere udbredt.
De seneste år er økologisk pålægschokolade blevet introduceret på markedet.
Pålægschokoladen blev opfundet af Galle & Jessen i 1963. Men allerede den 19. december 1933 kan en annonce for Toms pålægschokolade ses i dagbladet Politiken.[kilde mangler]

## Producenter af pålægschokolade
- Toms
- Galle & Jessen
- Carletti